# Charles de Moreau

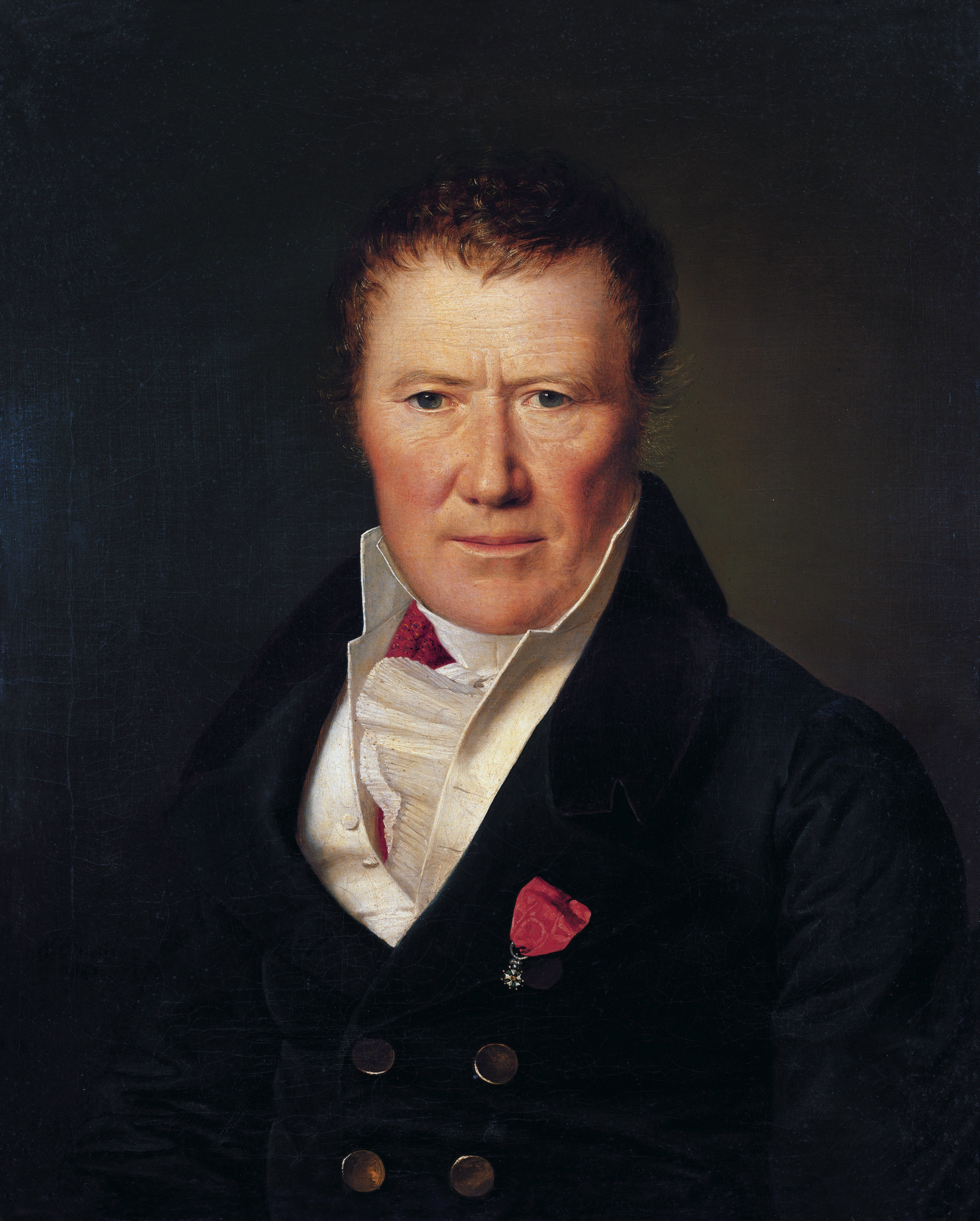
Charles de Moreau (Ferdinand Georg Waldmüller, 1822)

Jean Charles Alexandre de Moreau (* 8. Dezember 1758 in Paris; † 3. November 1840 in der Leopoldstadt bei Wien) war ein französischer Architekt und Maler, der vor allem in Österreich wirkte.

## Leben
Die Angaben in der Literatur über Moreau, insbesondere über seine Frühzeit in Frankreich, sind widersprüchlich und fehlerhaft. Hier wird die Untersuchung von Richard H. Kastner, Der Architekt Karl (Charles) Moreau aus dem Jahr 2014, zugrunde gelegt, die die Quellen und Diskussionen angibt.
Demnach wurde Moreau nicht in Paris, wie oft zu lesen ist, sondern in Rimaucourt im Département Haute-Marne geboren. Er studierte zunächst Architektur bei Louis François Trouard und erhielt 1785 den großen Preis der Architektur für den Entwurf eines Rundmausoleums, aufgrund dessen er vier Jahre in Rom verbringen konnte.
Nach seiner Rückkehr wandte sich Moreau der Malerei zu und trat in das Atelier des Historienmalers Jacques-Louis David ein, in dessen Schule im Louvre er auch als Lehrer wirkte. 1792 erhielt er einen 2. Preis für Malerei. 1799 wurde er mit der Umgestaltung des Théâtre français in Paris betraut.
Offenbar kam es in Paris zu einer persönlichen Begegnung mit Fürst Nikolaus II. Esterházy, der Moreau dazu bewog, nach Österreich zu übersiedeln. So kam er 1803 mit seiner Gattin Adelaide, geborene Chendret, und den Kindern Julius und Noémie nach Wien und erhielt dort von Esterházy eine Wohnung im neuerbauten „Rothen Haus“ in der Vorstadt Alsergrund Nr. 173, dessen Eigentümer der Fürst war. In dem zweistöckigen Gebäude mit 20 Stiegenhäusern und mehr als 150 Wohnungen erhielt die Familie eine Vierzimmer-Wohnung im 1. Stock. In dasselbe Haus zogen auch Beethovens Freund Stephan von Breuning sowie Beethoven selbst, der dort von Mai bis November 1804 logierte.
Als fürstlich Esterházyscher Hofarchitekt war er u. a. mit der großzügigen Umgestaltung und Erweiterung von dessen Schloss in Eisenstadt beauftragt. In der Folge war Moreau auch an anderen Besitzungen Esterhazys in Ungarn architektonisch tätig sowie in Wien für den Hochadel.
1804 erwarb er gemeinsam mit dem Maler Carl Hummel und dem bürgerlichen Fischverkäufer Franz Ebner ein Areal in der Leopoldstadt, auf dem er das Dianabad errichtete. Hierher übersiedelte er auch und wohnte mit seiner Familie in dem Gebäude. Die Einnahmen aus dem Bad waren beträchtlich, so dass er davon gut leben konnte.
1812 wurde Moreau zum Kunstmitglied der Akademie der bildenden Künste Wien gewählt und auf Vorschlag Metternichs zum Kunstrat. Metternich vermittelte ihm im Zuge des Wiener Kongresses mehrere Aufträge. In dieser Zeit wurde er auch Ritter der französischen Ehrenlegion. Mit der Errichtung des Gebäudes der Österreichischen Nationalbank 1819 bis 1823 beendete Moreau seine Tätigkeit als Architekt. In den letzten beiden Lebensjahrzehnten wandte sich Moreau wieder der Malerei zu. 1824 wurde er korrespondierendes Mitglied der Pariser Akademie. In der Wiener Akademie stellte er 1834, 1835 und 1836 Historienbilder aus.
Moreau starb mit 82 Jahren an den Folgen eines Schlaganfalls. Er wurde auf dem Währinger Ortsfriedhof bestattet. Außer den beiden schon erwähnten, noch in Frankreich geborenen Kindern hatte Moreau noch eine Tochter Maria und zwei Söhne, Nikolaus und Paul. Seine Tochter Ludovika Noémie Mignone Moreau (1803–1827) und sein Sohn Nikolaus Moreau (1805–1834) waren gleichfalls bildende Künstler.

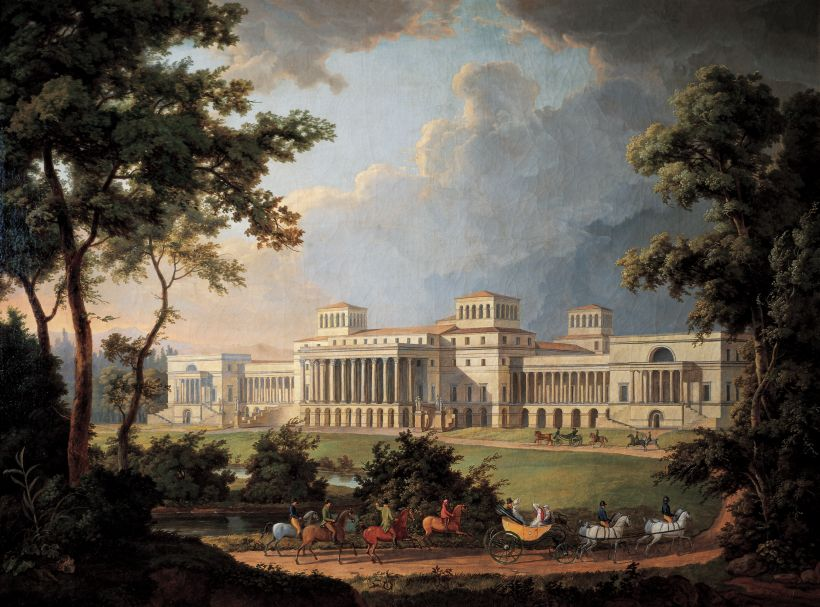
Projektierte Gartenfassade von Schloss Esterházy (1812)

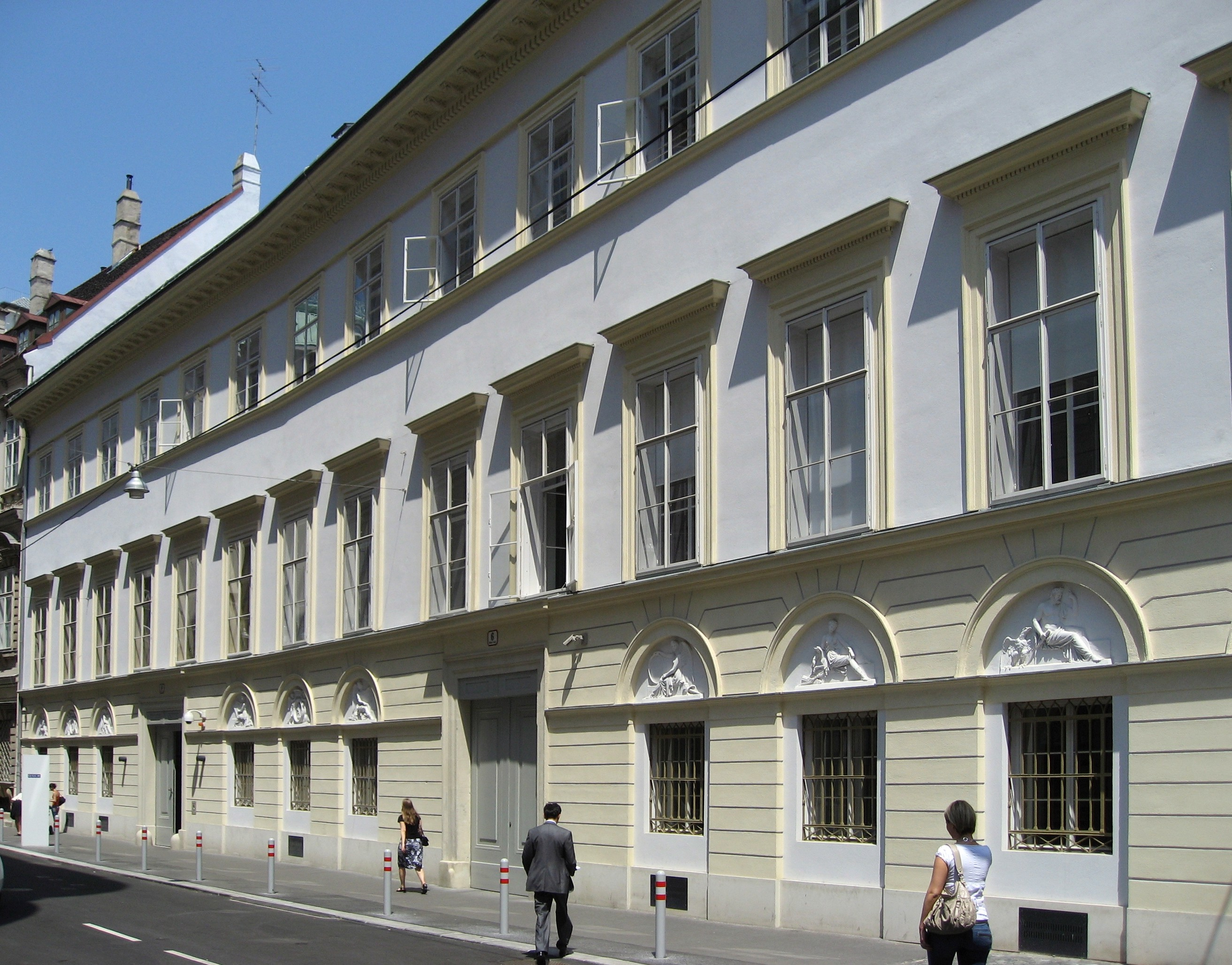
Palais Pálffy (1809–1813)

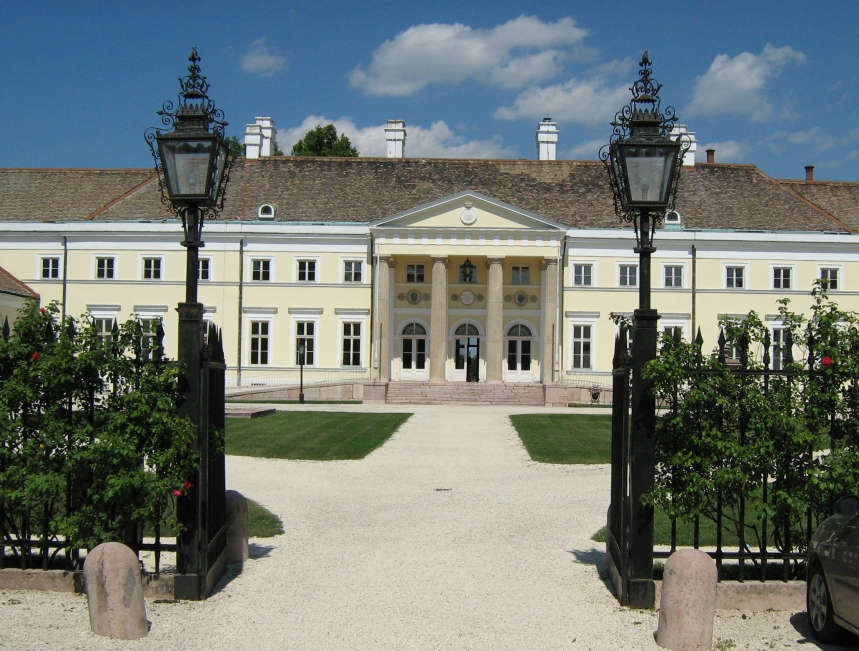
Schloss Esterházy, Csákvár (1810–1814)

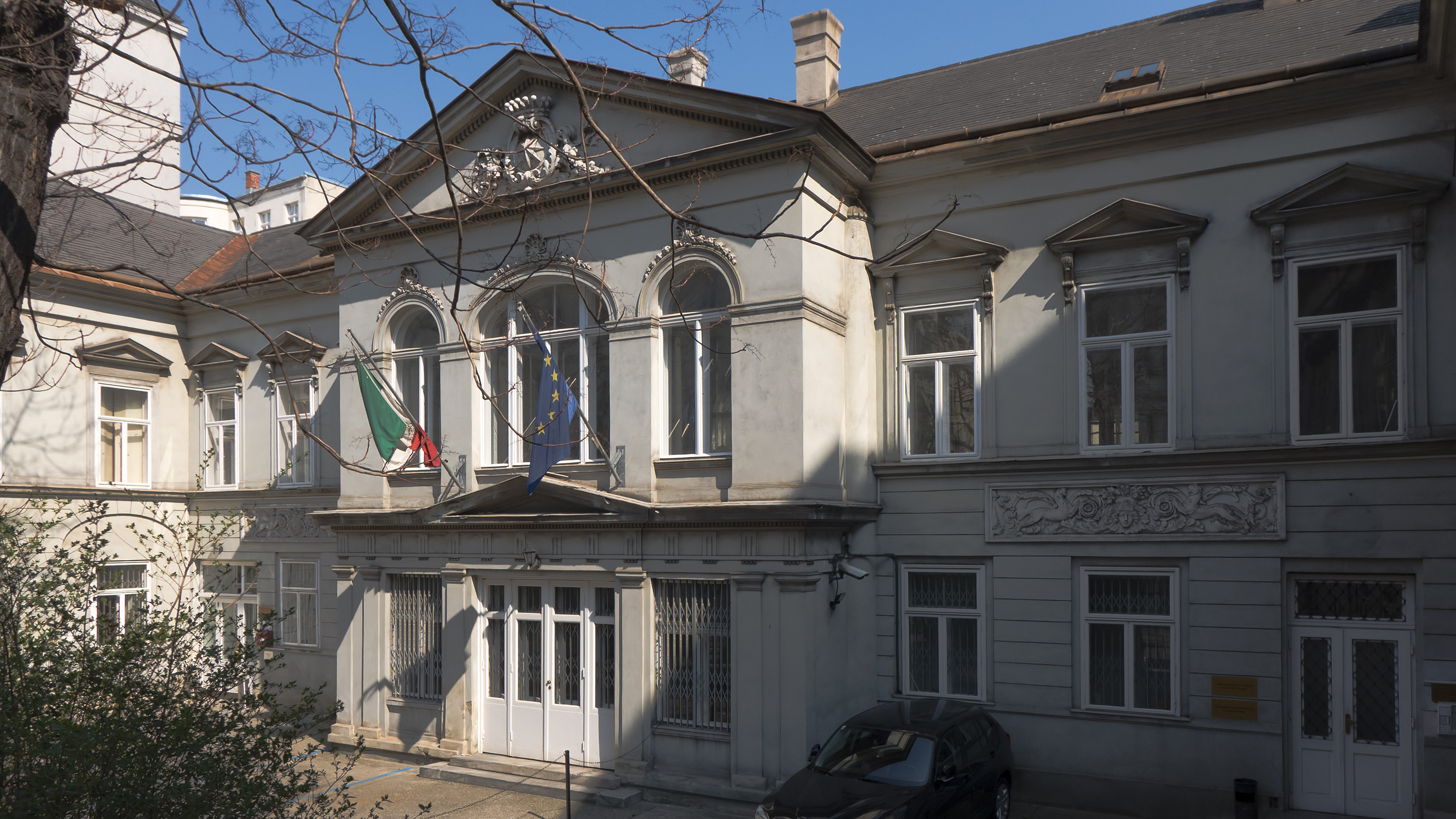
Palais Sternberg (1820–1821)

## Bedeutung
Charles de Moreau war als bildender Künstler vornehmlich als Genre- und Historienmaler tätig. Seine wahre Bedeutung liegt allerdings in der Architektur. Er war ein Vertreter der französischen Palastarchitektur des Klassizismus, der vermittelnd diesen Stil nach Österreich brachte. Seine Werke zeichnet trotz repräsentativer Gestaltung eine rationale Strenge aus, die wegweisend für die Architektur des Vormärz in Wien wurde.

## Werke
- Umbau des Schlosses Esterházy in Eisenstadt (1805–1815); wegen der Napoleonischen Kriege konnte nur ein Teil des projektierten Umbaus durchgeführt werden
- Umgestaltung des Schlossparks Eisenstadt mit Errichtung des Leopoldinentempels, des Maschinenhauses und des Jagdschlosses Gloriette
- Erweiterung des fürstlich Esterházyschen Fideikommisshauses, Naglergasse 9, Wien 1 (1805–1820)
- Palais Lubomirski, Mölker Bastei, Wien 1 (1806–1809); im Zuge der Stadterweiterung abgebrochen
- Badehaus in Großhöflein (1807)
- Apollosaal, Zieglergasse 17, Wien 7 (1808)
- Dianabad, Wien 2 (1808–1810)
- Grabkirche der Familie Esterházy, Nagyganna, Komitat Veszprém (1808–1818)
- Palais Pálffy, Wallnerstraße 6, Wien 1 (1809–1813)
- Umgestaltung Vergrößerung von Schloss Esterházy, Csákvár (1810–1814)
- Palais Erdödy, Krugerstraße 10, Wien 1 (1812); 1956 abgebrochen
- Festhalle im Metternichschen Garten, Rennweg, Wien 3 (1814)
- Festbeleuchtung des Palais Pallavicini, Josefsplatz 5, Wien 1 (1814)
- Trauerdekoration zum Jahrestag der Hinrichtung von König Ludwig XVI., Stephansdom, Wien 1 (1815)
- Festdekoration, Großer Redoutensaal der Hofburg, Wien 1 (1815)
- Hauptgebäude der Technischen Universität, Karlsplatz, Wien 4 (1816–1818)
- Festgebäude aus Anlass der Vermählung von Erzherzogin Leopoldine mit dem Kronprinzen von Portugal, Augarten, Wien 2 (1817)
- Verkaufsgebäude der Porzellanmanufaktur, Porzellangasse 52, Wien 9 (1818); 1867 abgerissen
- Palais Gentz, Währinger Straße 169–171, Wien 18 (1819); nach 1918 abgerissen
- Neubau von Frauen- und Karolinenbad, Baden (1820–1821); 1876 stark verändert
- Palais Sternberg, Ungargasse 43, Wien 3 (1820–1821)
- Oesterreichische Nationalbank, Herrengasse 17, Wien 1 (1821–1823)
- Theresienbad, Wien 12 (1822); zerstört

## Schriften
- Fragmens et ornemens d’architecture: dessinés a Rome, d’après l’antique. Paris: Vilquin, [1820]. (SUDOC)